# Dendrobium janowskyi
Dendrobium janowskyi är en orkidéart som beskrevs av Johannes Jacobus Smith. Dendrobium janowskyi ingår i släktet Dendrobium, och familjen orkidéer. Inga underarter finns listade i Catalogue of Life.